# Linwood (New Jersey)
Linwood város az USA New Jersey államában, Atlantic megyében. Lakosainak száma 6971 fő (2020. április 1.).

## Népesség
A település népességének változása:
| Lakosok száma | 536  | 7092 | 6971 |
|               | 1890 | 2010 | 2020 |